# Matzingen
Matzingen és un municipi del cantó de Turgòvia (Suïssa), situat al districte de Frauenfeld.